# 土屋政直
土屋 政直（つちや まさなお）は、江戸時代前期から中期にかけての大名・老中。常陸国土浦藩主、駿河国田中藩主。

## 生涯
土浦藩主土屋数直の長男として生まれ、父の死後に家督を相続する。その後、駿河田中藩を経て土浦藩に復帰する。漸次加増をうけ、最終的に9万5000石となる。奏者番、大坂城代、京都所司代を経て老中に就任、元禄11年（1698年）に老中首座となり4人の将軍に仕えた。
元禄15年12月14日（1703年1月30日）、赤穂事件が起こり、討ち入りがはじまるとすぐ、吉良邸隣の土屋逵直から通報を受けた。政直らの老中は即刻、上杉家に使者を送り、援軍を送らないよう鎮撫している。
側用人政治を展開していた新井白石と間部詮房には内心反対し、7代将軍徳川家継の後継者争いの際、側用人の廃止を条件として徳川吉宗の擁立に尽力する。吉宗は将軍になると老中らに口頭試問をしたが、なんとか恥を掻かずに済んだのは3問中2問を答えることができた政直のみだったという。
享保4年（1719年）、老中を辞任・隠居して四男の陳直に家督を譲り、3年後に82歳の高齢で亡くなった。隠居後も特に前官礼遇を受けていた。
茶道を嗜み、遠州流の門人の一人でもある。また、赤穂事件の際に、討ち入りを通報してきた従甥の土屋逵直の次男好直を養子に迎えている。

## 年表
※日付＝旧暦
- 1641年（寛永18年）2月5日、誕生。左門を称す。
- 1679年（延宝7年）4月2日、父数直卒、5月10日、土浦藩家督相続、9月13日、奏者番に就任。
- 1682年（天和2年）2月、駿河田中藩に国替
- 1684年（貞享元年）7月10日、大坂城代に異動。加増（2万石）
- 1685年（貞享2年）9月27日、京都所司代に異動。
- 1687年（貞享4年）10月13日、老中に異動、常陸国土浦に国替。1万石加増。
- 1694年（元禄7年）4月21日、加増（1万石）
- 1698年（元禄11年）9月17日、老中首座に就任。
- 1711年（正徳元年）12月、加増（1万石）
- 1718年（享保3年）3月3日、老中免、加増（1万石）
- 1719年（享保4年）5月28日、隠居致仕
- 1722年（享保7年）11月16日死去、享年82。

## 官歴
※日付＝旧暦
- 1658年（万治元年）閏12月27日、従五位下に叙し、能登守 に任官。
- 1665年（寛文5年）12月25日、相模守に転任。
- 1685年（貞享2年）10月6日、従四位下に昇叙し、侍従兼任。

## 系譜
父母
- 土屋数直（父）
- 水野忠貞の娘（母）

正室、継室
- 幾久子 ー 松平康信の娘（正室）
- 六条有和の娘（継室）

側室
- 原易純の娘

子女
- 土屋昭直（次男）生母は幾久子（正室）
- 土屋定直（三男）
- 土屋陳直（四男）生母は原氏（側室）
- 松平乗邑正室
- 岡部長敬正室
- 内藤義孝正室

養子、養女
- 土屋好直
- 三浦明喬室 ー 土屋喬直の娘

## 演じた俳優
- 七代目 坂東蓑助（「赤穂浪士」、1964年）
- 関根永二郎（「大奥」、1968年）
- 志摩靖彦（「あゝ忠臣蔵」、1969年）
- 川久保潔（「男は度胸」、1970年）
- 瑳川哲朗（「江島生島」、1971年）
- 明石潮（「大忠臣蔵」、1971年）
- 真弓田一夫（「元禄太平記」、1975年）
- 和田昌也（「赤穂浪士」、1979年）
- 御木本伸介（「日本犯科帳・隠密奉行」、1982年）
- 奥野匡（「峠の群像」、1982年）
- 林彰太郎（「大奥」、1983年）
- 内藤武敏（「ご存知!旗本退屈男III」、1989年）
- 山本清（「ご存知!旗本退屈男V」、1990年）
- 小笠原良知（「大石内蔵助 冬の決戦」、1991年）
- 綿引勝彦（「乾いて候」、1993年）
- 名古屋章（「八代将軍吉宗」、1995年）
- 原口剛（「暴れん坊将軍VIII」、1997年）
- 黒部進（「炎の奉行 大岡越前守」、1997年）
- 船越英二（「隠密奉行朝比奈シリーズ」、1998年 - 1999年）
- 深水三章（「元禄繚乱」、1999年）
- 有川博（「赤穂浪士」、1999年）
- 川浪公次郎（「水戸黄門第28部」、2000年）
- 西園寺章雄（「最後の忠臣蔵」、2004年）
- 小原雅人（「徳川綱吉 イヌと呼ばれた男」、2004年）
- 里見浩太朗（「大岡越前 2時間スペシャル」、2006年） - 土屋山城守
- 神山繁（「忠臣蔵 瑤泉院の陰謀」、2007年）
- 中田浩二（「徳川風雲録」、2008年）
- 小野寺昭（「水戸黄門第42部」、2010年 - 2011年）
- 鈴木林蔵（「大岡越前」、2013年）